# Architecture métallique
 (décembre 2018).

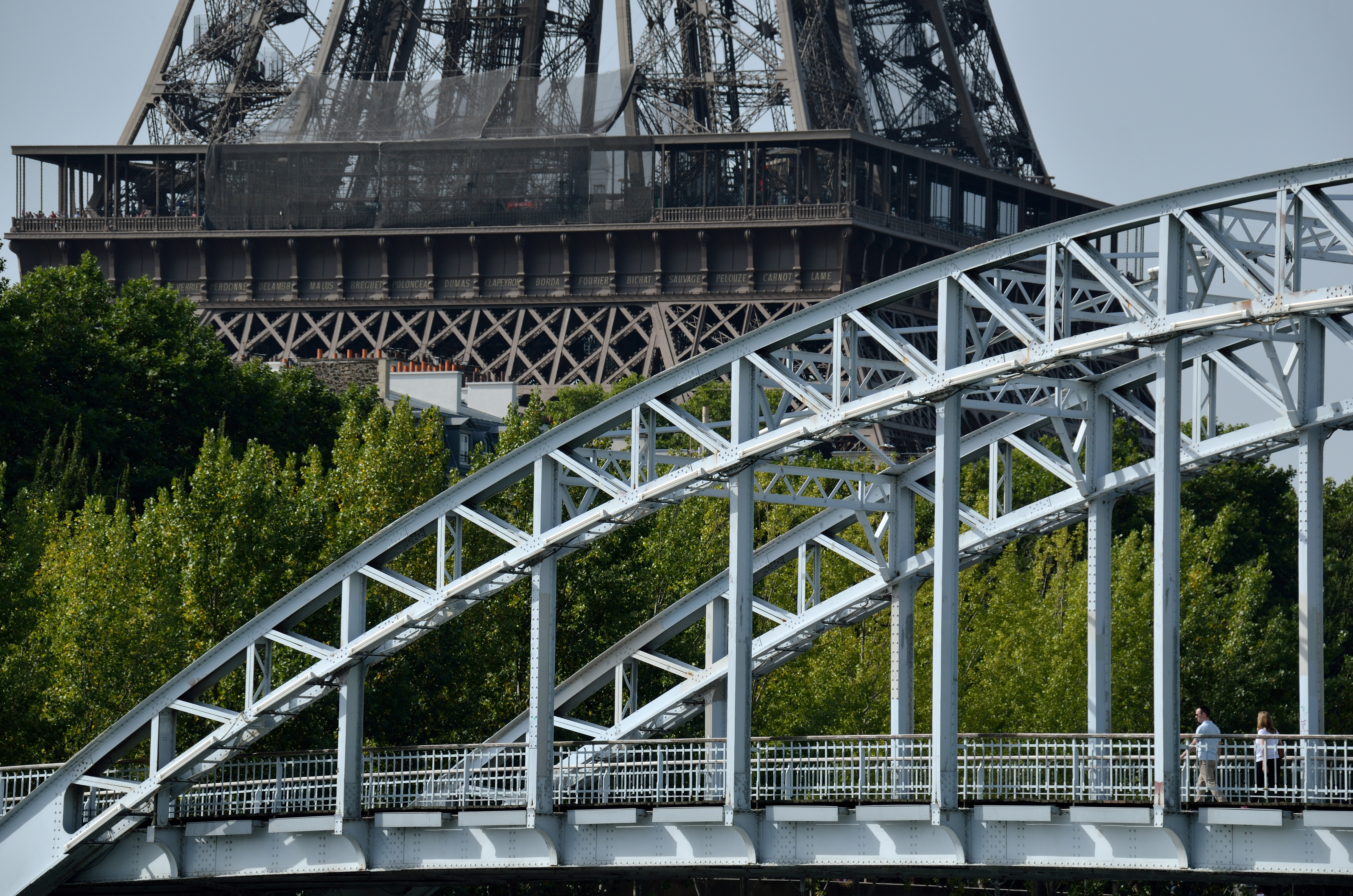
Constructions métalliques à Paris.

Le métal commence à être utilisé dans l'architecture et le génie civil à la fin du XVIIIe siècle et son essor, parallèle à celui de la révolution industrielle qui conditionne la production et le marché du fer et de la fonte, sera donc plus rapide en Angleterre que dans le reste de l'Europe, et sera ralenti par les guerres napoléoniennes.
Il est d'abord utilisé en renfort des structures en pierre, par exemple par Jacques-Germain Soufflot pour la construction du Panthéon de Paris, puis pour les ponts en Angleterre, pour les charpentes (premier exemple, la reconstruction de la coupole de la halle au blé à Paris par François-Joseph Bélanger), les planchers, les halles, les gares, les passages couverts, les grands pavillons des expositions universelles, tous bâtiments de transit ou transitoires, mais, pour des raisons culturelles, son utilisation en façade est extrêmement rare dans les villes européennes, le métal ne s'y montrant pas, à l'exemple de la verrière du Grand Palais qui sera cachée derrière une façade en pierre sans rôle structurel.
Les premiers bâtiments avec des façades en fonte, après quelques exemples isolés en Grande-Bretagne, sont donc construits aux États-Unis vers 1850, d'abord par James Bogardus à New York. Puis c'est à Chicago que seront mis au point par William Le Baron Jenney les constructions à ossature en acier permettant les premiers gratte-ciel (première école de Chicago)
En Europe, l'art nouveau tentera au tournant du siècle une utilisation plus visible du fer et de la fonte, mais l'essor parallèle du béton armé (premier brevet de la poutre-étrier déposé en 1892, par Hennebique, père du procédé éponyme, et bâtisseur du premier bâtiment en béton armé au monde : l'immeuble 1 rue Danton à Paris achevé en 1900) interrompra ces tentatives.
Aux États-Unis, où la tradition de la construction métallique s'est irréversiblement imposée à la place du béton, le progrès sera continu et amènera à la réalisation des tours en acier et en verre du style international après l'arrivée des architectes du Bauhaus chassés d'Allemagne par les nazis (notamment Ludwig Mies van der Rohe à Chicago — seconde école de Chicago).
Les progrès continus dans l'utilisation architecturale des métaux permettront jusqu'à nos jours des renouveaux stylistiques et technologiques. Les Architectes après s'être sentis dépassés par la technologie et la situation de standardisation du bâtiment, la réaborderont dans les années 1970, avec particulier pour le métal le courant architectural High-Tech : Jean Prouvé, Renzo Piano, Richard Rogers, Norman Foster. À cette époque l'espace prend forme avec des structures géodésiques et tridimensionnelles sur des formes développables et aussi non développables (architecture cubique ou bien architecture boule, « coquille d’œuf » hippie, selle de cheval), déjà connues avec le béton banché du début du siècle qui est devenu béton projetable sur armatures.
Puis le métal permettra l'apparition  des formes complexes de l'architecture déconstructiviste (où on se sert positivement de ce qui était défaut dans le constructivisme par exemple hyperstaticité de la structure) ou l'architecture molle du XXIe siècle où le beau est organique, donc sans angle droit, ni dans la vue de l'extérieur ni dans celle de l'intérieur, une conception qui peut-être rappelle la feuille d'acanthe de la colonne corinthienne et les végétaux figés de l'Art Nouveau. La création des formes s'appuie maintenant non plus sur les valeurs esthétiques traditionnelles, formes canoniques, mais sur la demande d'un beau nouveau utilisant la conception assistée par ordinateur, les progrès de fabrication du métal et ceux du calcul de ses mises en structure porteuse. L'informatique est devenue nécessaire au fonctionnement du bâtiment moderne en place qui subit ses contraintes d'environnement (dilation déformante, effets du vent, effets du sol, éclairage et température internes, etc.) et met l’Homme totalement à l’abri des quatre éléments.

## Les grandes étapes de l'architecture métallique: chronologie et ouvrages remarquables
Ponts

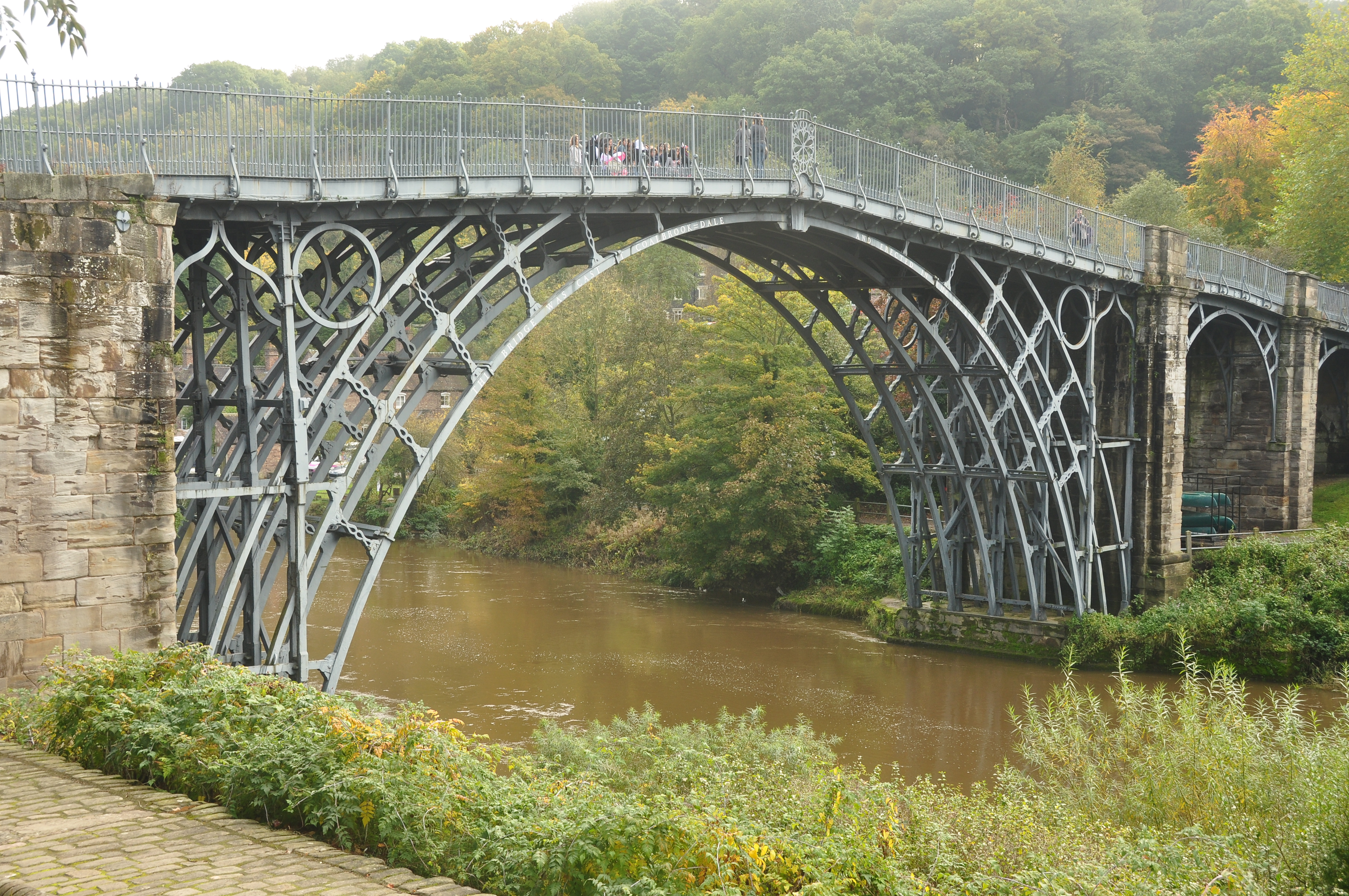
Iron Bridge, le premier grand pont métallique, 1779.

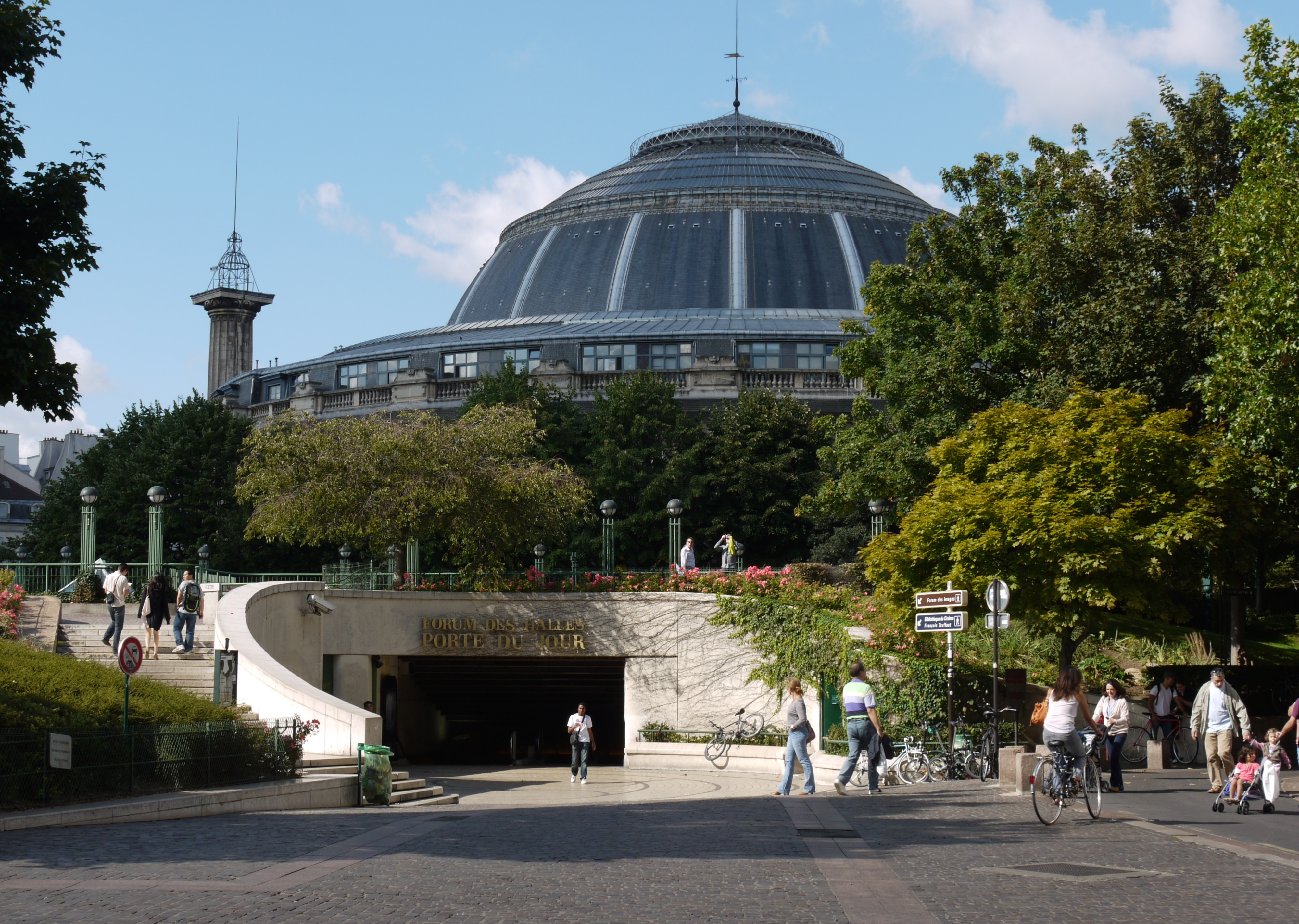
Coupole de la halle au blé, François-Joseph Bélanger, actuellement Bourse de commerce de Paris, 1811.

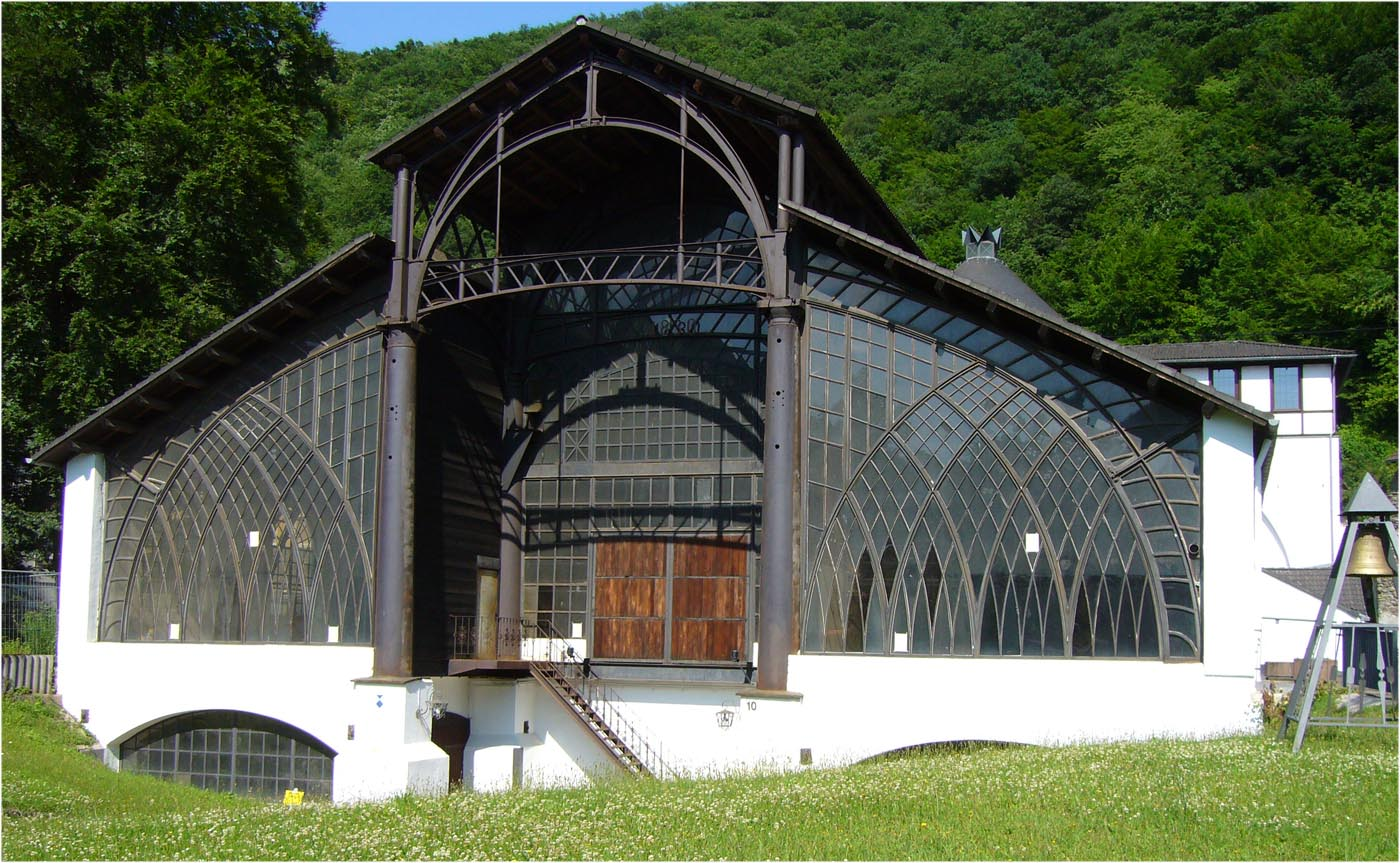
Sayner Hütte, 1865, fonte.

- 1777-1779 : Iron Bridge ou pont de Coalbrookdale, c'est le premier grand pont métallique jamais construit.
- 1801 : Pont des Arts
- 1877 : pont Maria Pia
- 1902 : Poutre Vierendeel et Pont Vierendeel par Arthur Vierendeel

Charpentes
- 1811 : Coupole de la halle au blé de François-Joseph Bélanger (actuellement Bourse de commerce de Paris)
- 1826 : Passage du Grand-Cerf
- 1834 : Serres du Muséum national d'histoire naturelle
- 1850 : Bibliothèque Sainte-Geneviève de Henri Labrouste
- 1902 : Église Notre-Dame-du-Travail, église conçue par Jules Astruc, Paris

Halles
- 1837 : Ferme triangulée de Camille Polonceau. Le système de charpente en bois et en fer dit « ferme Polonceau » d’après son inventeur est conçu et mis en application lors de la construction d’un bâtiment modeste construit pour la Compagnie du chemin de fer de Paris à Versailles Rive-Gauche[2].
- 1851 : Gare Saint-Lazare de Eugène Flachat, portée 40 m
- 1851 : Crystal Palace à Londres de Paxton
- 1878 : Galerie des Machines (Exposition universelle, Paris), premier portique à deux articulations de Henri de Dion (actuellement hangar Y à Meudon, gymnase Jean-Jaurès à Paris, usine DMC puis Bull et enfin Technopôle à Belfort), portée 35,60 m
- 1889 : Galerie des machines à Paris de Victor Contamin, portée 115 m

Planchers
- À partir de 1840 : Généralisation des planchers en fer à Paris : fer à double T

Façades
- Les cast-iron buildings en Angleterre et aux États-Unis
- 1847 : usine de James Bogardus à New York

Pans de fer

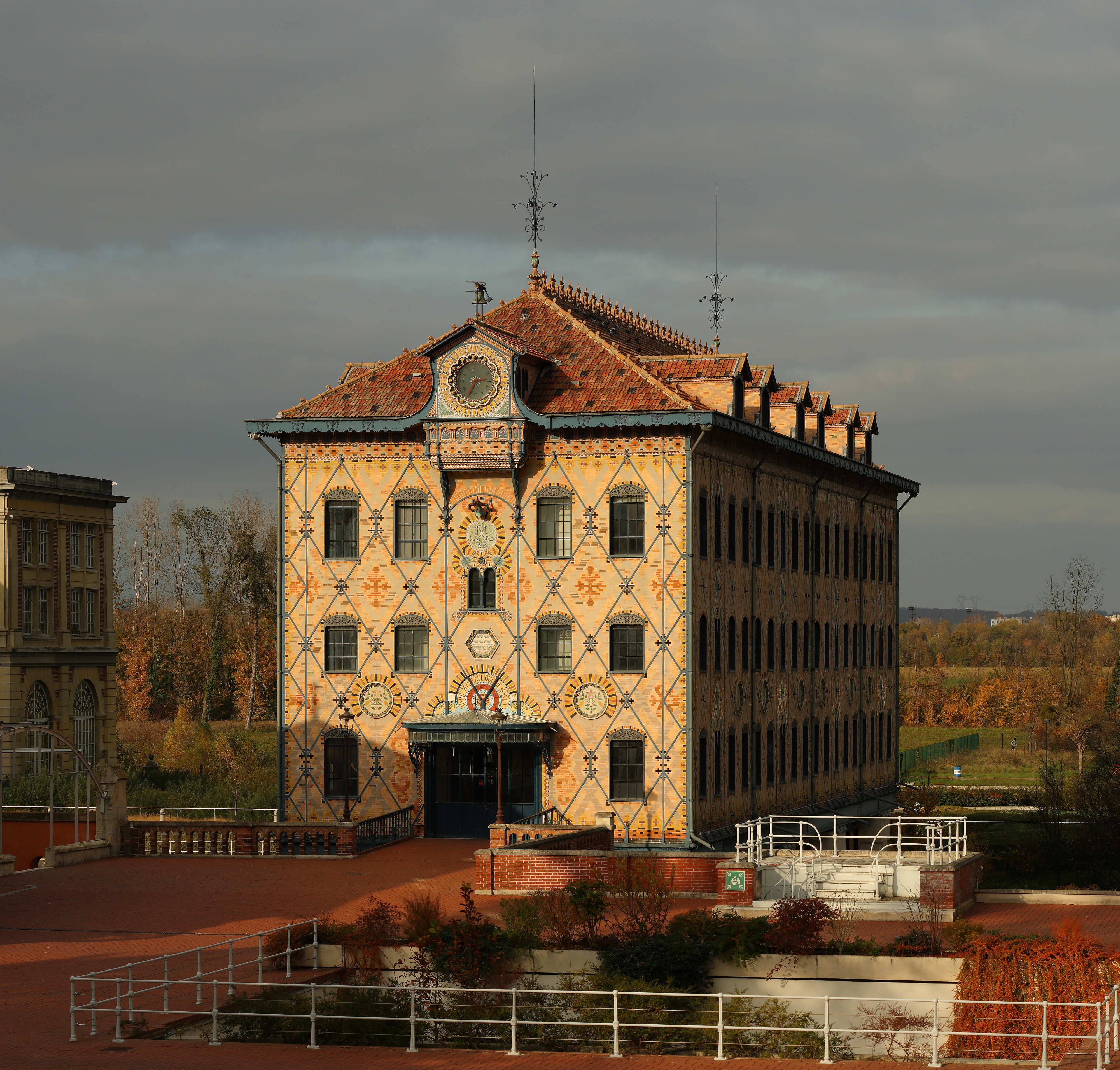
Moulin Saulnier, Noisiel, pans de fer, 1871.

- 1862 : projet de maison à pan de fer de Eugène Viollet-le-Duc
- 1871 : moulin de l'usine Menier à Noisiel de Jules Saulnier
- Structure poteaux-dalles en acier (steel-frame construction) - Gratte-ciel
- 1879 : First Leiter Building de William Le Baron Jenney à Chicago
- Gratte-ciel de l'École de Chicago

Immeubles industriels et grands magasins parisiens
- 1905 : La Samaritaine de Frantz Jourdain
- 1905 : l'immeuble attribué à Georges Chedanne, au 124 rue Réaumur pour le compte du baron Schilde et destiné à abriter les activités d’un consortium de fabricants en soiries (l'édifice devient, de 1944 à 1973, le siège du quotidien Le Parisien libéré).
- 1906 : le Grand bazar de la rue de Rennes

Panneaux de façade en acier
- 1939 : Maison du peuple à Clichy d'Eugène Beaudouin et Jean Prouvé

Tours de verres et d'acier du style international. Premiers murs-rideaux
- 1949 : Lake shore drive building de Ludwig Mies van der Rohe à Chicago
- 1952 : Lever House de Skydmore, Owing et Merrill à New York
- 1958 : Caisse de réassurances, au 37 rue des Victoires à Paris de Jean Balladur
- 1960 : Tour Albert, d'Édouard Albert, rue Croulebarde

Structures géodésiques

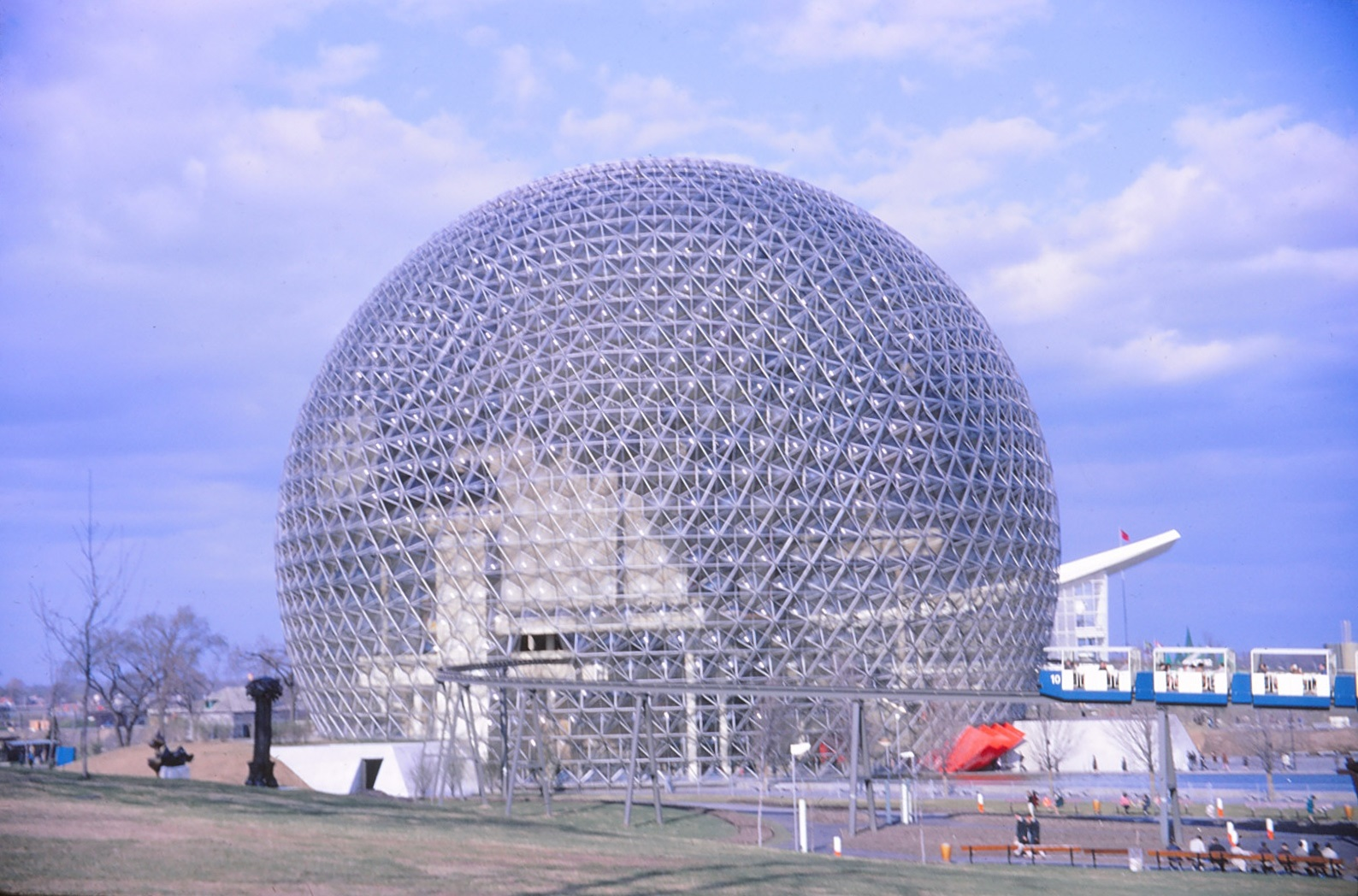
Biosphère, Exposition universelle de Montréal, Richard Buckminster Fuller, 1967.

- 1953 : premier dôme géodésique pour les usines Ford dans le Michigan Richard Buckminster Fuller
- 1967 : Biosphère de l'Exposition universelle de Montréal de Richard Buckminster Fuller
- 1985 : La Géode de la Cité des sciences et de l'industrie, à La Villette, 36 m de diamètre, construite par l'architecte Adrien Fainsilber et l'ingénieur Gérard Chamayou, et dont les facettes triangulaires, non planes, sont des triangles sphériques réfléchissants.

Nappes tridimensionnelles
- 1972 : Stade olympique de Munich de Otto Frei
- Structures High-Tech
- 1977 : Centre national d'art et de culture Georges-Pompidou de Piano et Rogers, à Paris, tubes acier de poutres articulées avec tirants pour nivellement planchers associés à cloisons mobiles, avec rotules support en fonte sur colonnes acier et contreventement en tirants apparents de forme croix de saint André devant murs-rideaux de verre.

Structures métallo-textiles

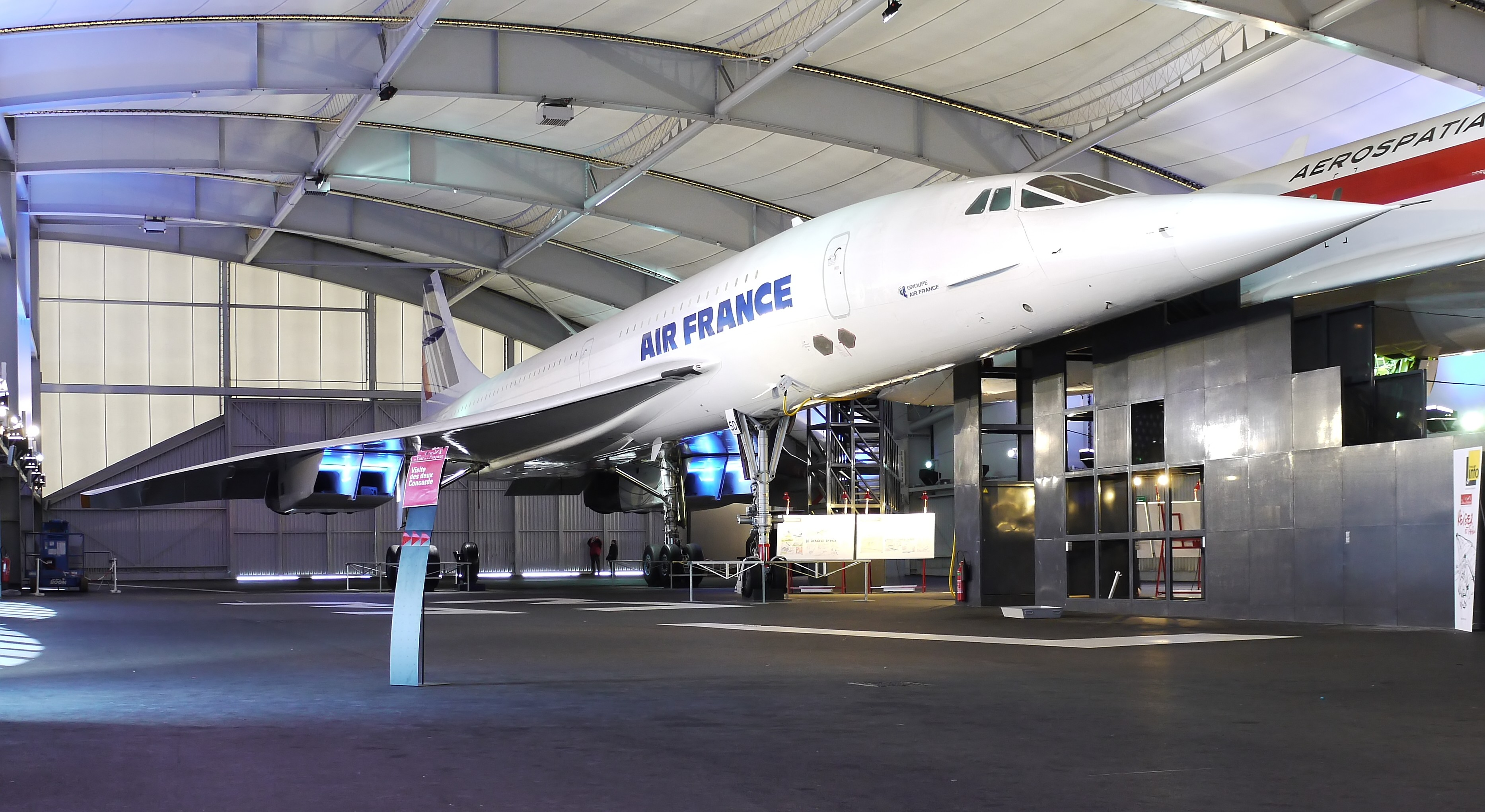
Musée de l'Air et de l'Espace, Jean-Luc Chancerel, Hall Concorde, structure métallo-textile, 1994.

- 1994 : Musée de l'Air et de l'Espace, Hall Concorde de Jean-Luc Chancerel, Baudin-Chateauneuf

Structures à membrane
- 2001 : Projet Eden de Nicholas Grimshaw & Partners, Saint Austell Cornouilles, Angleterre, conservatoire d'écologie, deux biomes serre-bulles faites de membranes « papier » supportées par treillis acier en structures donnant une forme de bulles collées entre elles (à déformations contrôlées par informatique).

Structures tubulaires
- 2002 : médiathèque de Sendai de Toyo Ito

Structures art nouveau
- Tour Eiffel, Grand Palais, Petit Palais, passerelle Inéa, etc.
- 2006 : Amphithéâtre 3000 de la Cité internationale de Lyon de Renzo Piano